# 204 (szám)
A 204 (kétszáznégy) a 203 és 205 között található természetes szám.
A 204 Harshad-szám, négyzetes piramisszám és kilencszögszám.